# De Uil van Minerva
De Uil van Minerva is een Nederlandstalig tijdschrift voor geschiedenis en wijsbegeerte van de cultuur.
Het tijdschrift werd in 1984 opgericht door de Rijksuniversiteit Gent en verschijnt vier keer per jaar. Het tijdschrift bevat studies over denkers en filosofische vraagstukken, beschouwende artikelen, essays en reflecties over actuele en historische tendensen in samenleving en cultuur. Net zoals vraaggesprekken met toonaangevende filosofen, boekbesprekingen en recensies van voornamelijk Nederlandstalige uitgaven. Elk jaar verschijnt een themanummer waarin verschillende auteurs hun analyse en kijk op eenzelfde thema. 